# Pujerbaru
Pujerbaru is een bestuurslaag in het regentschap Bondowoso van de provincie Oost-Java, Indonesië. Pujerbaru telt 4598 inwoners (volkstelling 2010).